# Solarfeast
Solarfeast was een Amerikaanse stonerrockband uit Palm Springs, Californië. De band was een bekende in Palm Desert Scene door het vele optreden tijdens de generator parties in de woestijn met bands als Unsound, Yawning Man en Kyuss. De band is vooral bekend geworden door drummer Tony Tornay, die nu in de band Fatso Jetson speelt, en Chris Cockrell, die in de band Sons of Kyuss (later Kyuss) speelde. De band maakte deel uit van de Palm Desert Scene.
De band trad voor het eerst live op in 1992 in Indio, Californië. Beelden hiervan werden in 2008 op YouTube gezet. Deze beelden zijn ook te zien in de trailer (2012) van de documentaire Lo Sound Desert van Joerg Steineck.

## Discografie
- 1995 - Gossamer